# Pimperne
Pimperne är en ort och civil parish i Storbritannien.   Den ligger i kommunen Dorset och riksdelen England, i den södra delen av landet, 160 km väster om huvudstaden London. Pimperne ligger 60 meter över havet och antalet invånare är 1 109.
Terrängen runt Pimperne är huvudsakligen platt, men västerut är den kuperad. Runt Pimperne är det ganska tätbefolkat, med 160 invånare per kvadratkilometer. Närmaste större samhälle är Blandford Forum, 3,1 km sydväst om Pimperne. Trakten runt Pimperne består till största delen av jordbruksmark.